# 美国艺术暨文学学会
‪美国艺术暨文学学会 (也译作美国艺术文学院，The American Academy of Arts and Letters)是一个培养、协助并支持美国文学、音乐以及艺术的组织。1898年成立时，名为National Institute of Arts and Letters，1904年更名为American Academy and Institute of Arts and Letters，1992年又改为目前这个名称。学会的第一批七位成员包括威廉·迪安·豪威尔斯、奥古斯塔斯·圣·高登斯 (Augustus Saint-Gaudens)、艾德蒙德·克拉伦斯·斯特德曼 (Edmund Clarence Stedman)、约翰·拉法基、马克·吐温、约翰·海依 (John Hay)以及爱德华·麦克道尔。
原来的名称反应了学会的两级系统。两百五十位艺术、文学领域的杰出者组成协会 (Institute)，其中的五十位成员组成学会 (Academy)。1993年，这种分级系统被取消，现在所有的二百五十名成员都有相同的地位。
学会成员是终身制的，他们包括了许多在美国艺术界出类拔萃的人士。他们组成的委员会，评选出每年的奖项，以帮助积极进取的艺术家，充分发挥他们的潜能。